# 澳洲棱鯷
澳洲棱鯷（学名：Thryssa aestuaria）為輻鰭魚綱鲱形目鳀科的其中一種，分布於西太平洋區的巴布亞紐幾內亞及澳洲北部海域，棲息深度可達50公尺，本魚上頜骨長，達到超出基地第一胸鰭射線的;首超頜骨小，呈橢圓形，背後鰓裂上部有暗斑，臀鰭軟條30-34枚，體長可達11公分，棲息在沿海，喜群游，可做為食用魚。

## 擴展閱讀
維基物種上的相關：澳洲棱鯷